# Sceloporus ochoterenae
Sceloporus ochoterenae este o specie de șopârle din genul Sceloporus, familia Phrynosomatidae, descrisă de Smith 1934. A fost clasificată de IUCN ca specie cu risc scăzut. Conform Catalogue of Life specia Sceloporus ochoterenae nu are subspecii cunoscute.